# 积空间
在拓扑学的相关领域中，积空间是指一族拓扑空间的笛卡儿积與其配备的自然拓扑结构，這個自然拓扑结构被稱為积拓扑（英語：Product topology）。

## 無窮積空間
直觀動機上，一族拓扑空间笛卡儿积，最「自然」的拓撲，應該是使投影映射都是連續函數的最粗拓撲；換句話說，設有集合族 {\displaystyle {\mathcal {X}}} ，具有指標集 {\displaystyle I} 與指標函數 {\displaystyle x} ：
{\displaystyle I\,{\overset {x}{\cong }}\,{\mathcal {X}}}
且有相應的一族拓扑 {\displaystyle {\mathcal {T}}} 與指標函數 {\displaystyle \tau } ：
{\displaystyle I\,{\overset {\tau }{\cong }}\,{\mathcal {T}}}
{\displaystyle (\forall i\in I)[\tau (i){\text{ is topology of }}x(i)]}
若 {\displaystyle \tau _{\pi }} 就是无穷乘积 {\displaystyle \prod _{x}{\mathcal {X}}} 上滿足需求的那個拓撲，那對於任意指標 {\displaystyle j\in I} ，以下的第 {\displaystyle j} 投影映射：
{\displaystyle \pi _{j}:\prod _{x}{\mathcal {X}}\to x(j)}
{\displaystyle \left(\forall f\in \prod _{x}{\mathcal {X}}\right)[\pi _{j}(f)=f(j)]}
必須對所有開集 {\displaystyle o_{j}\in \tau (j)} 須滿足：
{\displaystyle {(\pi _{j})}^{-1}(o_{j})\in \tau _{\pi }}
也就是說，{\displaystyle \pi _{j}} 必須 {\displaystyle \tau _{\pi }}-{\displaystyle \tau (j)} 连续。
首先從 {\displaystyle \pi _{j}} 的定義，對任意 {\displaystyle f} 有：
{\displaystyle \left[f\in {(\pi _{j})}^{-1}(o_{j})\right]\Leftrightarrow \left\{\left(\forall f\in \prod _{x}{\mathcal {X}}\right)\wedge {\big [}f(j)\in o_{j}{\big ]}\right\}}
那如果取個一對一函數 {\displaystyle o:I\to \bigcup {\mathcal {T}}} 滿足：
{\displaystyle (\forall i\in I)\left\{(i\neq j)\Rightarrow {\big [}o(i)=x(i){\big ]}\right\}}
{\displaystyle o(j)=o_{j}}
那以上的要求就可以寫為：
{\displaystyle {(\pi _{j})}^{-1}(o_{j})=\prod _{o}o(I)\in \tau _{\pi }}
也就是除了 {\displaystyle j\in I} 取小開集，其他都選全集的無窮乘積，應該也要是 {\displaystyle \tau _{\pi }} 的開集。所以目標所求的最「自然」的拓撲 {\displaystyle \tau _{\pi }} ，應該是包含：
{\displaystyle \left\{\prod _{o}o(I)\,{\Bigg |}\,(\exists j\in I)\left\{\left(o:I\to \bigcup {\mathcal {T}}\right)\wedge (\forall i\in I)\left\{(i\neq j)\Rightarrow {\big [}o(i)=x(i){\big ]}\right\}\wedge {\big [}o(j)\in \tau (j){\big ]}\right\}\right\}}
的最粗拓撲，總結如下：
定義 — 設有集合族 {\displaystyle {\mathcal {X}}} ，具有指標集 {\displaystyle I} 與指標函數 {\displaystyle x} ：
{\displaystyle I\,{\overset {x}{\cong }}\,{\mathcal {X}}}
且有相應的一族拓扑 {\displaystyle {\mathcal {T}}} 與指標函數 {\displaystyle \tau } ：
{\displaystyle I\,{\overset {\tau }{\cong }}\,{\mathcal {T}}}
{\displaystyle (\forall i\in I)[\tau (i){\text{ is topology of }}x(i)]}
取：
{\displaystyle {\mathcal {C}}=\left\{\prod _{o}o(I)\,{\Bigg |}\,(\exists j\in I)\left\{\left(o:I\to \bigcup {\mathcal {T}}\right)\wedge (\forall i\in I)\left\{(i\neq j)\Rightarrow {\big [}o(i)=x(i){\big ]}\right\}\wedge {\big [}o(j)\in \tau (j){\big ]}\right\}\right\}}
那在 {\displaystyle \prod _{x}{\mathcal {X}}}  上包含 {\displaystyle {\mathcal {C}}} 的最粗拓撲 {\displaystyle \tau _{\pi }} 被稱為 {\displaystyle \prod _{x}{\mathcal {X}}}  的積拓撲，而 {\displaystyle \left(\prod _{x}{\mathcal {X}},\,\tau _{\pi }\right)} 被稱為相應的積空間。

## 有限積空間
如果指标集为有限，则积拓扑有更简单的表述；這是因為可以免除用函数定義无穷乘积的迂迴途徑，而且還可以應用開集的有限交集為開集的特性。以下仿造上面無窮積空間一節來炮製更簡明的有限积拓扑：
設 {\displaystyle (X_{1},\,\tau _{1}),\,(X_{2},\,\tau _{2}),\,\dots ,\,(X_{n},\,\tau _{n})} 都是拓扑空间，若對任意自然数指標 {\displaystyle j\leq n} 來說，以下的投影映射 {\displaystyle \pi _{j}}：
{\displaystyle \pi _{j}:\prod _{i=1}^{n}X_{i}\to x(j)}
{\displaystyle \pi _{j}(a_{1},\,a_{2},\,\dots ,\,a_{n})=a_{j}}
對於 {\displaystyle \prod _{i=1}^{n}X_{i}} 上的「自然拓扑 」{\displaystyle \tau _{\pi }} ，取任意開集 {\displaystyle O_{j}\in \tau _{j}} 應滿足：
{\displaystyle {(\pi _{j})}^{-1}(O_{j})\in \tau _{\pi }}
也就是說，{\displaystyle \pi _{j}} 都應 {\displaystyle \tau _{\pi }}-{\displaystyle \tau _{j}} 连续。那從 {\displaystyle \pi _{j}} 的定義，對任意 {\displaystyle p=(p_{1},\,p_{2},\,\dots ,\,p_{n})} 有：
{\displaystyle \left[p\in {(\pi _{j})}^{-1}(O_{j})\right]\Leftrightarrow (\forall i\in \mathbb {N} )\left\{(p_{i}\in X_{i})\wedge (p_{j}\in O_{j})\right\}}
換句話說，這個「自然拓撲」必須滿足：
{\displaystyle {(\pi _{j})}^{-1}(O_{j})=X_{1}\times \dots \times X_{j-1}\times O_{j}\times X_{j+1}\times \dots \times X_{n}\in \tau _{\pi }} （{\displaystyle 1<j\leq n}）
{\displaystyle {(\pi _{j})}^{-1}(O_{1})=O_{1}\times X_{2}\times \dots \times X_{n}\in \tau _{\pi }}
那稍微推廣一下，對任意滿足以下條件的一對一有限開集序列：
{\displaystyle V:\mathbb {N} \to \bigcup \{\tau _{1},\,\tau _{2},\,\dots ,\,\tau _{n}\}}
{\displaystyle V(i)=V_{i}\in \tau _{i}}
要求：
{\displaystyle \prod _{i=1}^{n}V_{i}=V_{1}\times \dots \times V_{n}\in \tau _{\pi }}
那因為 {\displaystyle X_{i}\in \tau _{i}} （母集合當然是開集合），這樣要求的確可以推得稍早要求的「自然拓撲」條件；反過來，因為：
{\displaystyle V_{i}=V_{1}\times \dots \times V_{n}=\bigcap _{j=1}^{n}X_{1}\times \dots \times X_{j-1}\times V_{j}\times X_{j+1}\times \dots \times X_{n}}
所以根據開集的有限交集也是開集的性質，「自然拓撲」條件也可以得到剛剛的推廣要求。綜上所述，可以作如下的定義：
定義 — 設 {\displaystyle (X_{1},\,\tau _{1}),\,(X_{2},\,\tau _{2}),\,\dots ,\,(X_{n},\,\tau _{n})} 都是拓扑空间，取：
{\displaystyle {\mathcal {C}}=\left\{\prod _{i=1}^{n}V_{i}\,{\Bigg |}\,V_{i}\in \tau _{i}\right\}}
那在 {\displaystyle \prod _{i=1}^{n}X_{i}}  上包含 {\displaystyle {\mathcal {C}}} 的最粗拓撲 {\displaystyle \tau _{\pi }} 被稱為 {\displaystyle \prod _{i=1}^{n}X_{i}}  的有限積拓撲，而 {\displaystyle \left(\prod _{i=1}^{n}X_{i},\,\tau _{\pi }\right)} 被稱為相應的有限積空間。

## 例子
从实直线R上的标准拓扑开始，定义n份R的乘积，就得到普通的Rn上的欧几里得拓扑。
康托尔集同胚于可数个离散空间{0,1}的乘积而无理数的空间同胚于可数个自然数集的乘积，每个集合也是采用离散拓扑。

## 性質
如果 B1,B2,...,Bn 是拓撲 T1,T2,...,Tn 的基，則集合積 B1 × B2 × ... × Bn 是乘積拓撲 T1 × T2 × ... × Tn 的基。在無限乘積的情況下這仍適用，除了出現有限多個基元素之外全部都必須是整個空間之外。
乘积空间X加上标准投影，可以用如下的泛性质来刻划：若Y是拓扑空间，并且对于每个I中的i，fi : Y → Xi是一个连续映射，则存在恰好一个连续映射f : Y → X满足对于每个I中的i如下交换图成立：
这表明乘积空间是拓扑空间范畴中的积。从上述泛性质可以得出映射f : Y → X连续当且仅当fi = pi o f对于所有I中的i连续。在很多情况下，检查分量函数fi的连续性更为方便。检验映射f : Y→ X是否连续通常更难；可以试着用某种方式利用pi连续这一点。
除了连续，标准投影pi : X → Xi也是开映射。这表示每个积空间的开子集投影到Xi上还是开集。反过来不真：若W是到所有Xi的投影都是开集的积空间的子空间，则W不一定是X中的开集。（例如，W = R2 \ (0,1)2.）标准投影通常不是闭映射。
积拓扑有时称为点式收敛拓扑，因为：X上的一个序列 （或者网）收敛当且仅当它所有到Xi的投影收敛。特别是，如果考虑所有在空间X = RI 对于所有I上的实值函数，在积拓扑上的收敛就是函数的点式收敛。
积拓扑的一个重要定理就是吉洪诺夫定理：任何紧致空间的乘积是紧致的。对于有限乘积很容易證明，而其一般情况等价于选择公理。

## 和其它拓扑概念的联系
- 可分离性
  - 每个T0空间的积是T0的。
  - 每个T1空间的积是T1的。
  - 每个豪斯多夫空间的积是豪斯多夫的。
  - 每个正则空间的积是正则的。
  - 每个吉洪诺夫空间的积是吉洪诺夫空间。
  - 正规空间的积不一定是正规的。
- 紧致性
  - 每个紧致空间的积是紧致的（吉洪诺夫定理）
  - 局部紧致空间的积不一定是局部紧致的。
- 连通性
  - 每个连通（路径－连通）空间是连通的（路径－连通的）。
  - 每个遗传性不连通空间的积是遗传性不连通的。

每个"局部看起来"一个标准投影F × U → U的空间称为纤维丛。

## 参看
- 盒拓扑
- 不交并 (拓扑学)
- 商空间
- 子空间拓扑